# Zombi Pujol
Zombi Pujol és un grup punk rock català format per membres veterans de l'escena musical provinents de bandes com Suicidal Vailets, Budellam, Anti/Dogmatiks, Afganistan Yeye's, Culandra i Orgy of One.

## Membres
- Xavier Junqueras: bateria[2]
- Narcís Gelador: guitarra
- Roger Peláez: veu
- Jordi Sabatés «Unclu Garrot»: baix[3]
- Edu Calvache: teclats

## Discografia
- 2014: De les barricades a les tragaperres
- 2017: La conjura de les iguals
- 2019: Mediocritat i putamerdisme[4]
- 2023: Imbecil·litat tàctica